# Pasirpeuteuy
Pasirpeuteuy is een bestuurslaag in het regentschap Pandeglang van de provincie Banten, Indonesië. Pasirpeuteuy telt 1607 inwoners (volkstelling 2010).